# Saropogon geniculatus
Saropogon geniculatus là một loài ruồi trong họ Asilidae. Saropogon geniculatus được Loew miêu tả năm 1869. Loài này phân bố ở vùng Cổ Bắc giới.